# 帕讷西耶尔 (卢瓦雷省)
帕讷西耶尔（法語：Pannecières，法語發音：[pansjɛʁ]）是法国卢瓦雷省的一个市镇，属于皮蒂维耶区。

## 地理
帕讷西耶尔（48°17'35"N, 2°8'49"E）面积7.02 平方千米，位于法国中央-卢瓦尔河谷大区卢瓦雷省，该省份为法国中北部省份，北起埃松省，西北接厄尔-卢瓦省，西南接卢瓦-谢尔省，南至涅夫勒省和谢尔省，东临约讷省，东北接塞纳-马恩省。
与帕讷西耶尔接壤的市镇（或旧市镇、城区）包括：瑞讷河畔欧特吕、塞迈斯、蒂尼翁维尔、阿朗库尔、勒梅雷维卢瓦。

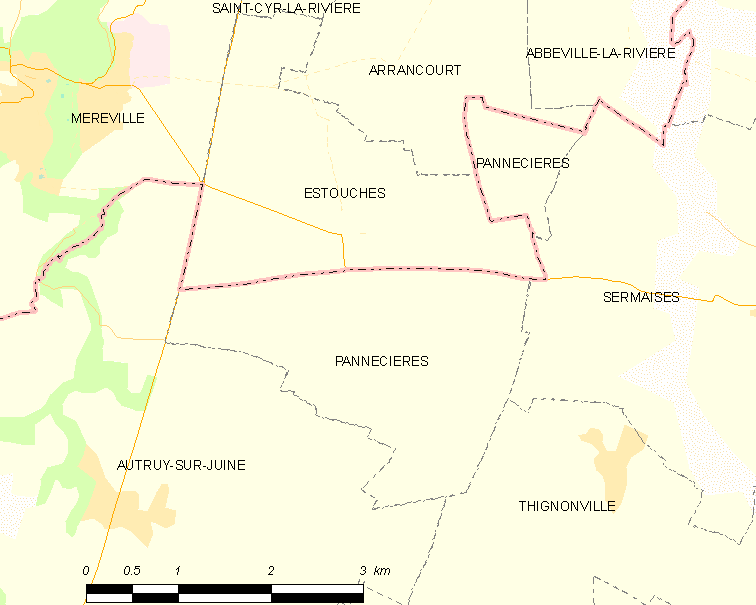
的OSM定位图

帕讷西耶尔的时区为UTC+01:00、UTC+02:00（夏令时）。

## 行政
帕讷西耶尔的邮政编码为45300，INSEE市镇编码为45246。

## 政治
帕讷西耶尔所属的省级选区为皮蒂维耶县。

## 人口

1962-2008年间人口变化图示

帕讷西耶尔于2022年1月1日时的人口数量为116人。